# Neath (circonscription du Senedd)
Pour les articles homonymes, voir Neath (homonymie).
Neath est une circonscription de l'Assemblée nationale du pays de Galles.

## Membres de l'Assemblée
| Élection | Élection | Membre        | Parti  | Portrait |
| -------- | -------- | ------------- | ------ | -------- |
|          | 1999     | Gwenda Thomas | Labour |          |
|          | 2016     | Jeremy Miles  | Labour |          |

## Élections

### Élections dans les années 2010
| Élections de l'Assemblée galloise 2016: Neath |                   |                      |        |      |       |
| Parti                                         | Parti             | Candidat             | Votes  | %    | ±     |
|                                               | Labour            | Jeremy Miles         | 9,468  | 37.3 | −16.1 |
|                                               | Plaid Cymru       | Alun Llewellyn       | 6,545  | 25.8 | −0.8  |
|                                               | UKIP              | Richard Pritchard    | 3,780  | 14.9 | +14.9 |
|                                               | Conservateur      | Peter Crocker-Jaques | 2,179  | 8.6  | -3.1  |
|                                               | Indépendant       | Steve Hunt           | 2,056  | 8.1  | +8.1  |
|                                               | Liberal Democrats | Frank Little         | 746    | 2.9  | −1.2  |
|                                               | Green             | Lisa Rapado          | 589    | 2.3  | +2.3  |
| Majorité                                      | Majorité          | Majorité             | 2,923  | 11.5 | −15.3 |
| Participation                                 | Participation     | Participation        | 25,363 | 45.8 | +4.7  |
|                                               | Labour hold       | Labour hold          | Swing  | +9.6 |       |

| Élections de l'Assemblée galloise 2011: Neath |                   |                 |        |      |       |
| Parti                                         | Parti             | Candidat        | Votes  | %    | ±     |
|                                               | Labour            | Gwenda Thomas   | 12,736 | 53.4 | +10.0 |
|                                               | Plaid Cymru       | Alun Llewellyn  | 6,346  | 26.6 | −9.1  |
|                                               | Conservateur      | Alex Powell     | 2,780  | 11.7 | −0.1  |
|                                               | BNP               | Michael Green   | 1,004  | 4.2  | N/A   |
|                                               | Liberal Democrats | Mathew McCarthy | 983    | 4.1  | −5.1  |
| Majorité                                      | Majorité          | Majorité        | 6,390  | 26.8 | +19.1 |
| Participation                                 | Participation     | Participation   | 23,849 | 41.1 | −2.4  |
|                                               | Labour hold       | Labour hold     | Swing  | +9.6 |       |

### Élections dans les années 2000
| Élections de l'Assemblée galloise 2007: Neath |                   |                    |        |      |       |
| Parti                                         | Parti             | Candidat           | Votes  | %    | ±     |
|                                               | Labour            | Gwenda Thomas      | 10,934 | 43.4 | −7.6  |
|                                               | Plaid Cymru       | Alun Llewellyn     | 8,990  | 35.7 | +6.9  |
|                                               | Conservateur      | Andrew Sivertsen   | 2,956  | 11.7 | +2.6  |
|                                               | Liberal Democrats | Sheila Ramsay-Waye | 2,320  | 9.2  | +0.0  |
| Majorité                                      | Majorité          | Majorité           | 1,944  | 7.7  | -14.6 |
| Participation                                 | Participation     | Participation      | 25,200 | 43.5 | +4.4  |
|                                               | Labour hold       | Labour hold        | Swing  | −7.3 |       |

| Élections de l'Assemblée galloise 2003: Neath |                    |                |        |      |       |
| Parti                                         | Parti              | Candidat       | Votes  | %    | ±     |
|                                               | Labour             | Gwenda Thomas  | 11,332 | 51.1 | +5.6  |
|                                               | Plaid Cymru        | Alun Llewellyn | 6,386  | 28.8 | −7.0  |
|                                               | Liberal Democrats  | Helen C. Jones | 2,048  | 9.2  | −0.6  |
|                                               | Conservateur       | Chris B. Smart | 2,011  | 9.1  | +2.0  |
|                                               | Socialist Alliance | David Pudner   | 410    | 1.9  | +0.0  |
| Majorité                                      | Majorité           | Majorité       | 4,946  | 22.3 | +12.6 |
| Participation                                 | Participation      | Participation  | 22,187 | 39.1 | −8.9  |
|                                               | Labour hold        | Labour hold    | Swing  | +6.3 |       |

### Élections dans les années 1990
| Élections de l'Assemblée galloise 1999: Neath |                                  |                  |        |      |     |
| Parti                                         | Parti                            | Candidat         | Votes  | %    | ±   |
|                                               | Labour                           | Gwenda Thomas    | 12,234 | 45.5 | N/A |
|                                               | Plaid Cymru                      | Trefor Jones     | 9,616  | 35.8 | N/A |
|                                               | Liberal Democrats                | David R. Davies  | 2,631  | 9.8  | N/A |
|                                               | Conservateur                     | Jill F. Chambers | 1,895  | 7.1  | N/A |
|                                               | Socialist Alliance               | Nicholas Duncan  | 519    | 1.9  | N/A |
| Majorité                                      | Majorité                         | Majorité         | 2,618  | 9.7  | N/A |
| Participation                                 | Participation                    | Participation    | 26,895 | 48.0 | N/A |
|                                               | Labour Vainqueur (nouveau siège) |                  |        |      |     |